# Meinhard Heinze
Meinhard Heinze  (* 7. Juni 1943 in Aachen; † 20. Juli 2003 in Bad Godesberg) war ein deutscher Arbeitsrechtler und Rechtswissenschaftler.

## Leben
Heinze studierte Rechtswissenschaft und Kunstgeschichte in Tübingen und London. Nach der Promotion im Jahr 1972 und der Habilitation an der Ruhr-Universität Bochum im Jahr 1977 nahm er 1978 einen Ruf an die Universität Gießen an. Im Jahr 1990 wechselte Heinze zunächst an die Universität Münster und 1993 an die Rheinische Friedrich-Wilhelms-Universität Bonn.
Dort gehörte er von 1994 bis 1996 als Prorektor dem Rektorat an und wurde wenige Wochen vor seinem Tod noch im Juni 2003 einstimmig zum neuen Rektor der Universität gewählt, konnte aber die am 1. Oktober beginnende Amtszeit nicht mehr antreten. 